# I'm Not Alone
Singles de Calvin Harris
Dance wiv Me
(2008) Ready for the Weekend
(2009)
I'm Not Alone est une chanson dance-trance du disc jockey et producteur écossais Calvin Harris, premier extrait de son deuxième album Ready for the Weekend. Elle est sortie en single le 6 avril 2009. Le titre atteint la première place des ventes au Royaume-Uni, le 12 avril 2009.

## Liste des pistes
Royaume-Uni CD single
1. I'm Not Alone (Radio Edit) – 3:32
2. I'm Not Alone (Extended Mix) – 4:28

 Royaume-Uni 12" single
A1. I'm Not Alone (Hervé's See You at the Festival Remix)
A2. I'm Not Alone (Radio Edit)
B1. I'm Not Alone (Deadmau5 Remix)
B2. I'm Not Alone (Extended Mix)
 Royaume-Uni iTunes single
1. I'm Not Alone (Tiësto Remix) – 6:41
2. I'm Not Alone (Radio Edit) – 3:32

 Royaume-Uni iTunes EP
1. I'm Not Alone (Radio Edit) – 3:31
2. I'm Not Alone (Extended Mix) – 4:26
3. I'm Not Alone (Deadmau5 Mix) – 8:15
4. I'm Not Alone (Hervé's See You at the Festival Remix) – 5:33
5. I'm Not Alone (Burns Rework) – 6:36

 États-Unis iTunes EP
1. I'm Not Alone (Radio Edit) – 3:31
2. I'm Not Alone (Extended Mix) – 4:28
3. I'm Not Alone (Tiësto Remix) – 6:41
4. I'm Not Alone (Deadmau5 Mix) – 8:15
5. I'm Not Alone (Hervé's See You at the Festival Remix) – 5:34
6. I'm Not Alone (Hervé's See You at the Dub Parade) – 3:41
7. I'm Not Alone (Burns Rework) – 6:36
8. I'm Not Alone (Instrumental) – 3:31

## I'm Not Alone 2019
Singles de Calvin Harris
Giant
(2019) Live Without Your Love
(2020)
La chanson ressort en single le 5 avril 2019, avec la version originale remastérisée, un nouvel edit et de nouveaux remixes.

### Liste des pistes
Téléchargement numérique
1. I'm Not Alone (CamelPhat Remix I) – 4:04
2. I'm Not Alone (CamelPhat Remix II) – 6:03
3. I'm Not Alone (2019 Edit) – 3:21
4. I'm Not Alone (Thomas Schumacher Remix) – 3:41
5. I'm Not Alone (2009 Remaster) – 3:36

## Versions officielles et remixes
- Radio Edit
- Extended Mix
- Instrumental
- 2019 Edit
- Actual Phantom Remix
- Aux Matters Remix
- Burns Rework
- CamelPhat Remix I
- CamelPhat Remix II
- Deadmau5 Remix
- Doorly Remix
- Hervé's See You at the Festivals Remix
- Hervé's See You at the Dub Parade Remix
- MYNC Payback Mix
- Pendulum Remix
- S.A.S Remix (Mega & Mayhem) (from the Mega & Mayhem's Excellent Adventure mixtape)
- Taku Takahashi Remix
- Thomas Schumacher Remix
- Tiësto Remix

## Classements et certifications
| Classement (2009)                       | Meilleure position |
| --------------------------------------- | ------------------ |
| Australie (ARIA)                        | 48                 |
| Belgique (Flandre Ultratop 50 Singles)  | 13                 |
| Belgique (Wallonie Ultratop 50 Singles) | 8                  |
| Danemark (Tracklisten)                  | 6                  |
| Écosse (OCC)                            | 2                  |
| États-Unis (Dance/Mix Show Airplay)     | 23                 |
| Europe (European Hot 100 Singles)       | 5                  |
| Irlande (IRMA)                          | 4                  |
| Nouvelle-Zélande (RMNZ)                 | 40                 |
| Pays-Bas (Single Top 100)               | 62                 |
| Pays-Bas (Dance Top 30)                 | 6                  |
| Royaume-Uni (UK Singles Chart)          | 1                  |
| Royaume-Uni (UK Dance Chart)            | 1                  |
| Slovaquie (IFPI Rádio)                  | 84                 |
| Tchéquie (IFPI Rádio)                   | 95                 |

| Classement (2019)                       | Meilleure position |
| --------------------------------------- | ------------------ |
| États-Unis (Dance Club Songs)           | 5                  |
| États-Unis (Hot Dance/Electronic Songs) | 17                 |
| Irlande (IRMA)                          | 69                 |
| Royaume-Uni (UK Singles Chart)          | 66                 |
| Royaume-Uni (UK Dance Chart)            | 12                 |

| Classement (2009)              | Position |
| ------------------------------ | -------- |
| Belgique (Flandre Ultratop)    | 58       |
| Belgique (Wallonie Ultratop)   | 47       |
| Royaume-Uni (UK Singles Chart) | 23       |

| Classement (2019)                       | Position |
| --------------------------------------- | -------- |
| États-Unis (Hot Dance/Electronic Songs) | 93       |

| Pays | Certification | Ventes   |
| --- | ------------- | -------- |
| Danemark (IFPI)                                                                                                  | Or            | 15 000^  |
| Royaume-Uni (BPI)                                                                                                | Or            | 600 000‡ |
| ^Mise en rayon selon la certification xNon précisé par la certification ‡ventes/streaming selon la certification |               |          |

## Historique de sortie
| Pays               | Date          | Label                | Format                     |
| ------------------ | ------------- | -------------------- | -------------------------- |
| Royaume-Uni        | 6 avril 2009  | - Fly Eye - Columbia | Téléchargement digital     |
| Royaume-Uni        | 13 avril 2009 | - Fly Eye - Columbia | CD single                  |
| Royaume-Uni        | 22 avril 2009 | - Fly Eye - Columbia | 12" single                 |
| Royaume-Uni Divers | 5 avril 2019  | Columbia             | Téléchargement - streaming |